# セルゲイ・ブリン
セルゲイ・ミハイロヴィッチ・ブリン（英語: Sergey Mikhailovich Brin、1973年8月21日 - ）は、アメリカ合衆国のコンピュータ科学者、実業家。Googleの共同創業者。サーゲイ・ブリンとも表記される。

## 経歴

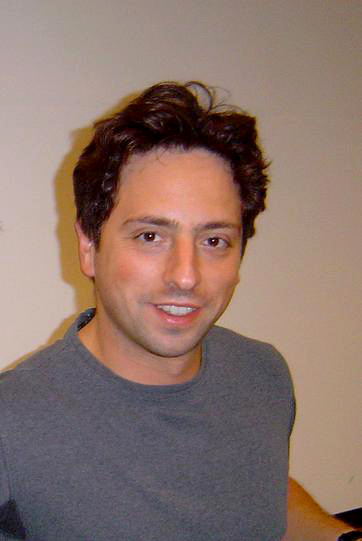

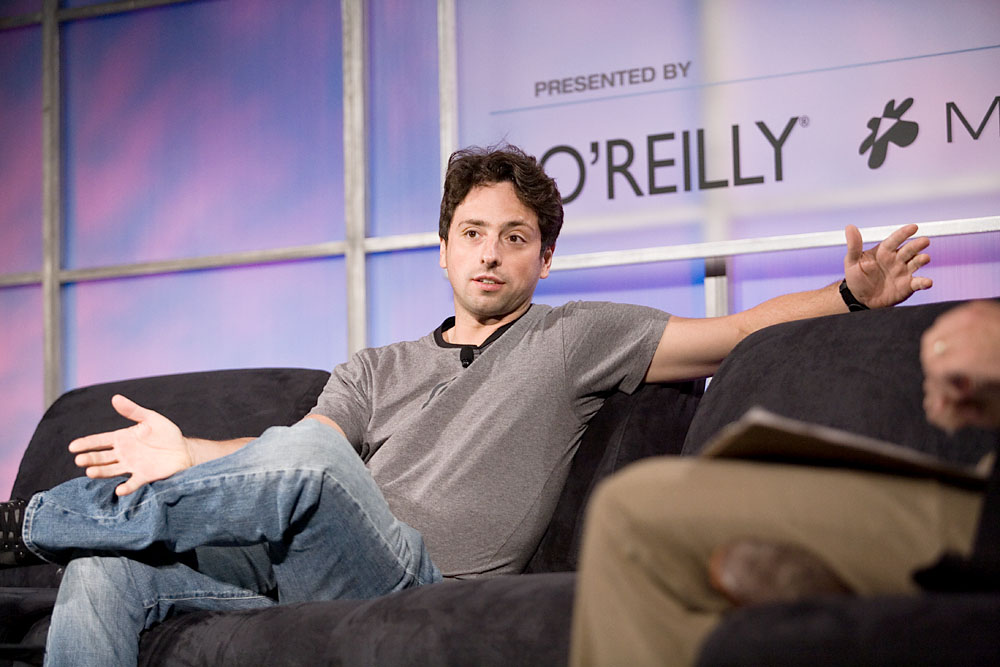
2005年のWeb 2.0会議にて

ソビエト連邦モスクワに住む東欧系ユダヤ人の家庭に生まれる。ロシア語名はセルゲイ・ミハイロヴィッチ・ブリン（ロシア語: Сергей Михайлович Брин）。父ミハイルはソ連のゴスプラン経済研究所で働く数学者でその後米国に渡りメリーランド大学の数学教授、母エヴゲーニャはアメリカ航空宇宙局の研究員。1979年、6歳の頃に家族でアメリカ合衆国へ移住し、ロシア語と英語のバイリンガルになった。
幼少時からコンピュータに興味を持ち始め、1990年にメリーランド大学に入学し計算機科学と数学を専攻。1993年に理学士号を取得した。卒業後、米国科学財団から特待生として認められ、スタンフォード大学にて計算機科学の修士課程に進む。スタンフォード大学ではインターネットに関心を持つようになり、検索エンジンや構造化されていないソースからの情報抽出法、莫大なテキストデータや科学データのデータマイニング手法などを研究し、学会誌にも多数の論文を発表した。1995年に計算機科学の修士号を取得。また、2003年にはスペインのIE ビジネススクールから名誉MBAを授与された。
ラリー・ペイジとはスタンフォード大学在学中に知り合った。初めは仲が良くなかったものの、やがて「膨大なデータの集合から関連した情報を検索するシステムを作る」という共通する関心があることに気づき、The Anatomy of a Large-Scale Hypertextual Web Search Engine（大規模なハイパーテキスト的な Web 検索エンジンに関する解剖）と題された検索エンジンに関する論文をペイジとの共著で執筆した。スタンフォード大学の博士課程を休学し、1998年に Google 社を共同設立。この論文は後に Google の PageRank 技術に取り入れられることになった。
国際会議やビジネス・テクノロジーフォーラムにも度々招聘され、世界経済フォーラムにて講演を行った実績もある。CNBCやCNNのテレビ番組にも出演し、技術産業や検索技術の将来について意見を述べた。
2008年6月11日、スペース・アドベンチャーズ社と契約し、宇宙旅行に行くことを発表した。実施時期は未定。
2019年12月3日、Alphabetの社長を退任することを発表。退任のタイミングは、同社CEOだったペイジと同時。
2022年6月、妻だったニコール・シャナハンと離婚。

## 映画出演
- 『インターンシップ』2013年